# Stagonospora vitensis
Stagonospora vitensis är en svampart som beskrevs av Unamuno 1929. Stagonospora vitensis ingår i släktet Stagonospora och familjen Phaeosphaeriaceae.   Inga underarter finns listade i Catalogue of Life.